# Apsey Point
Apsey Point är en udde i Kanada.   Den ligger i provinsen Newfoundland och Labrador, i den östra delen av landet, 1 400 km öster om huvudstaden Ottawa.
Terrängen inåt land är huvudsakligen kuperad, men åt nordväst är den platt. Närmaste större samhälle är Corner Brook, 15,0 km sydost om Apsey Point. 
I omgivningarna runt Apsey Point växer i huvudsak blandskog. Runt Apsey Point är det ganska tätbefolkat, med 58 invånare per kvadratkilometer.